# Championnat d'Irlande du Nord de football 1976-1977
Navigation
Édition précédente Édition suivante
Le 75e Championnat d'Irlande du Nord de football se déroule en 1976-1977. Glentoran FC remporte son seizième de champion d’Irlande du Nord avec cinq points d’avance sur le deuxième Glenavon FC. Linfield FC, complète le podium. 
Avec 20 buts marqués,   Ronnie McAteer de Crusaders FC remporte son cinquième titre de meilleur buteur de la compétition.

## Les 12 clubs participants
| Club             | Stade                 | Capacité | Ville       |
| ---------------- | --------------------- | -------- | ----------- |
| Ards FC          | Castlereagh Park      |          | Newtownards |
| Ballymena United | The Showgrounds       |          | Ballymena   |
| Bangor FC        | Clandeboye Park       |          | Bangor      |
| Cliftonville FC  | Solitude              |          | Belfast     |
| Coleraine FC     | The Showgrounds       |          | Coleraine   |
| Crusaders FC     | Seaview               |          | Belfast     |
| Distillery FC    | New Grosvenor Stadium |          | Lisburn     |
| Glenavon FC      | Mourneview Park       |          | Lurgan      |
| Glentoran FC     | The Oval              |          | Belfast     |
| Larne FC         | Inver Park            |          | Drumahoe    |
| Linfield FC      | Windsor Park          |          | Belfast     |
| Portadown FC     | Shamrock Park         |          | Portadown   |

## Compétition

### Classement
Le classement est établi sur le barème de points classique (victoire à 2 points, match nul à 1, défaite à 0).
| Rang | Équipe           | Pts | J  | G  | N | P  | Bp | Bc | Diff |
| ---- | ---------------- | --- | -- | -- | - | -- | -- | -- | ---- |
| 1    | Glentoran FC     | 36  | 22 | 17 | 2 | 3  | 50 | 19 | +31  |
| 2    | Glenavon FC      | 31  | 22 | 14 | 3 | 5  | 40 | 25 | +15  |
| 3    | Linfield FC      | 28  | 22 | 12 | 4 | 6  | 39 | 21 | +18  |
| 4    | Larne FC         | 27  | 22 | 12 | 3 | 7  | 42 | 33 | +9   |
| 5    | Coleraine FC C   | 27  | 22 | 12 | 3 | 7  | 40 | 29 | +11  |
| 6    | Crusaders FC T   | 23  | 22 | 9  | 5 | 8  | 39 | 33 | +6   |
| 7    | Ards FC          | 21  | 22 | 10 | 1 | 11 | 34 | 39 | -5   |
| 8    | Portadown FC     | 18  | 22 | 8  | 2 | 12 | 36 | 37 | -1   |
| 9    | Ballymena United | 15  | 22 | 5  | 5 | 12 | 20 | 34 | -14  |
| 10   | Distillery FC    | 15  | 22 | 5  | 5 | 12 | 25 | 44 | -19  |
| 11   | bangor FC        | 13  | 22 | 4  | 5 | 13 | 23 | 43 | -20  |
| 12   | Cliftonville FC  | 10  | 22 | 4  | 2 | 16 | 20 | 51 | -31  |

| Légende : Qualifications et relégations | Légende : Qualifications et relégations                                      |
| --------------------------------------- | ---------------------------------------------------------------------------- |
|                                         | Coupe d'Europe des Clubs champions 1977-1978                                 |
|                                         | Coupe d'Europe des vainqueurs de coupe 1977-1978                             |
|                                         | Coupe UEFA 1977-1978                                                         |
|                                         | Relégation en deuxième division                                              |
|                                         | T : Tenant du titre C : Vainqueurs de la Coupe d'Irlande du Nord de football |

## Bilan de la saison
| Tableau d'Honneur                         |              |
| Compétition                               | Vainqueur    |
| Championnat d'Irlande du Nord de football | Glentoran FC |
| Coupe d'Irlande du Nord de football       | Coleraine FC |

| Promotions et relégations |       |
| Relégués                  | Aucun |
| Promus                    | Aucun |

## Statistiques

### Meilleur buteur
- Ronnie McAteer, Crusaders FC, 20 buts